# Trance Atlantic Air Waves
Trance Atlantic Air Waves (также TAAW) — сайд-проект румынского музыканта Мишеля Крету, создателя и идейного вдохновителя музыкального проекта Enigma, а также сопродюсера Enigma Йенса Гада. Идея создания сайд-проекта возникла в 1996 году, когда М.Крету и Й.Гад работали над альбомом «Le Roi Est Mort, Vive Le Roi!». Впоследствии в результате совместной деятельности был выпущен 1 студийный альбом и несколько синглов. Большинство композиций — кавер-версии популярных саундтреков, однако имеются и оригинальные композиции.

## Дискография

### Студийные альбомы
- 1998 — The Energy of Sound

### Синглы
- 1997 — «Magic Fly»
- 1998 — «Chase»
- 1998 — «Crockett’s Theme»